# 守恒駅
守恒駅（もりつねえき）は、福岡県北九州市小倉南区守恒本町一丁目にある、北九州高速鉄道（北九州モノレール）小倉線の駅。駅番号は「09」。
駅周辺は、サンリブもりつね・マルショク新守恒店などの商業施設のほか多数の商店が集積し、小倉南区内のモノレール駅の中でも比較的賑わいのある区域である。

## 歴史
- 1985年（昭和60年）1月9日：開業[1]。
- 2015年（平成27年）10月1日：ICカード「mono SUGOCA」の利用が可能となる[2]。

## 駅構造
相対式ホーム2面2線を有する高架駅。

### のりば
| 番線 | 路線    | 行先       |
| ---- | ------- | ---------- |
| 1    | ■小倉線 | 企救丘方面 |
| 2    | ■小倉線 | 小倉方面   |

## 利用状況
2019年度の1日平均乗降人員は4,836人である。

## 駅周辺
- 守恒市民センター
- 北九州市立守恒中学校
- 北九州市立徳力小学校
- サンリブもりつねショッピングセンター
  - エディオン
  - ABCマート
  - くまざわ書店
- マルショク新守恒店
- ホームプラザナフコ徳力店
- ホームセンターグッデイ小倉南店
- ベスト電器徳力店
- TSUTAYA 徳力店
- ドコモショップ徳力店
- ブックオフ守恒店
- コナミスポーツクラブ徳力
- 福岡銀行守恒支店
- 北九州銀行守恒支店
- 西日本シティ銀行守恒出張所
- 小倉守恒本町郵便局
- 紫川河畔プール
- 東和病院

## バス路線
駅真下に「守恒駅」停留所があり、下記の路線が発着する。
西鉄高速バス
- なかたに号 - 西鉄天神高速バスターミナル方面

西鉄バス北九州
- 北九州空港エアポートバス - 北九州空港方面
- 12 - 長行台・中谷方面 / 若園・小倉駅方面

## 隣の駅
北九州高速鉄道
■小倉線
競馬場前駅(08) - 守恒駅(09) - 徳力公団前駅(10)